# Costa de Oro portuguesa
La Costa de Oro portuguesa (en portugués: Costa do Ouro) fue una colonia portuguesa en la Costa del Oro en África occidental (actual Ghana).

## Asentamientos
Los portugueses establecieron los siguientes asentamientos en la Costa de Oro a partir del 21 de enero de 1482:
- Fuerte São Jorge da Mina de Ouro, actual Elmina: 21 de enero de 1482 - 29 de agosto de 1637; éste se convertiría en la capital.
- Fuerte Santo António de Axim, actual Nzema Este: 1486- febrero de 1642.
- Fuerte São Sebastião, actual Shama: 1526-1640.

## Historia
En 1419, atraídos por los relatos que relacionaban la región con los yacimientos auríferos, los portugueses llegaron a la zona de la actual Ghana, que pasó a ser conocida como Costa de Oro. Allí, en 1482, crearon el fuerte de São Jorge da Mina —que más tarde pasó a conocerse por Elmina— y poco a poco se especializaron en el comercio de esclavos, que eran enviados como mano de obra a las plantaciones de América. Poco después, sin embargo, su participación en la trata disminuyó debido a la competencia de otros países europeos que también establecieron fuertes en el lugar. En febrero de 1642, los portugueses perdieron la totalidad de la colonia a manos de los neerlandeses durante la guerra luso-neerlandesa. Los neerlandeses incorporarían los territorios adquiridos a la Costa de Oro neerlandesa.
Entre 1680 y 1682 los portugueses se restablecieron por un corto espacio de tiempo en la zona del Fort Christiansborg, al que denominaron fuerte de San Francisco Xavier.